# بئر فلاح (القطن)
'

تعديل مصدري - تعديل

بئر فلاح هي إحدى قرى عزلة القطن بمديرية القطن التابعة لمحافظة حضرموت، بلغ تعداد سكانها 19 نسمة حسب تعداد اليمن لعام 2004.